# المناخ (GNSS)
المناخ في علم الاتصالات هي عبارة عن إحدى المعلومات المرسلة من نظام تحديد الموقع مثل ال
نظام التموضع العالمي و التي يستقبلها المستخدم (جهاز الاستقبال: Navigation Receiver) لاستخدامها في عملية تحديد موقعه.
بيانات المناخ ليست هي العنصر الأساسي في عملية تحديد المواقع و لكنها عبارة عن بيانات تقريبية لمحور دوران القمر الصناعي و تسرع عملية البحث عن اشارات الأقمار الصناعية عند تشغيل مستقبل الاشارات بحيث تساعد هذه البيانات على حصر مجال البحث اللازم لعملية التموقع.
بمساعدة المناخ و معلومات أخرى يجري استقبالها يتم حساب العوامل الستة التي تحدد محور القمر الصناعي حول الأرض و بالتالي تحديد الموقع الذي يتواجد به المستقبِل.